# Bobby Mason
Bobby Mason, diminutivo di Robert Henry Mason (Tiptree, 22 marzo 1936) è un ex calciatore inglese, di ruolo centrocampista.

## Carriera
Dal 1951 al 1955 Mason gioca nelle giovanili del Wolverhampton, club della prima divisione inglese, con cui nella stagione 1953-1954 perde anche la finale di FA Youth Cup. Fa il suo esordio in prima squadra (e quindi contestualmente anche tra i professionisti) nel 1955, all'età di 19 anni: nel corso della sua prima stagione gioca in realtà solamente una partita di campionato, mentre l'anno seguente scende in campo in 8 occasioni segnando anche le sue prime 3 reti in carriera; è tuttavia solamente a partire dalla stagione 1957-1958 che inizia a ricoprire un ruolo di maggior importanza per i Wolves: nel biennio 1957-1959, infatti, il club vince due campionati inglesi consecutivi, alla cui conquista Mason contribuisce rispettivamente con 20 presenze e 7 reti (nella First Division 1957-1958) e con 34 presenze e 13 reti (nella First Division 1958-1959). Nella stagione 1958-1959 gioca inoltre anche 2 partite in Coppa dei Campioni, competizione nella quale invece segna 4 gol in 6 presenze nell'edizione successiva. Nella stagione 1959-1960, oltre alle appena citate apparizioni nelle coppe europee, contribuisce alla vittoria della FA Cup e del Charity Shield (competizione quest'ultima che vince poi anche nel 1960), e segna 13 gol in 37 partite in campionato. Nella stagione 1960-1961 segna invece 6 gol in 28 partite di campionato ed un gol in 3 partite in Coppa delle Coppe: si tratta tuttavia della sua ultima stagione da titolare nel club, nella cui rosa rimane tuttavia per un'ulteriore stagione, ma con un ruolo più da comprimario (18 presenze e 2 reti).
Nel 1962, all'età di 26 anni, lascia il Wolverhampton ed a sorpresa va a giocare con un club semiprofessionistico, ovvero il Chelmsford City, in Southern Football League (che all'epoca era una delle principali leghe calcistiche inglesi al di fuori della Football League); dopo pochi mesi tuttavia il club per andare a giocare nel Leyton Orient, nuovamente in prima divisione: nella sua unica stagione in squadra gioca 13 partite senza mai segnare, ed a metà della stagione 1963-1964, dopo aver giocato altre 10 partite in seconda divisione con il club, si trasferisce ai semiprofessionisti del Poole Town, nei quali gioca per un biennio, fino al 1966; si ritira infine nel 1937, all'età di 31 anni, dopo un'ultima stagione trascorsa nuovamente nel Chelmsford City.
In carriera ha totalizzato complessivamente 169 presenze e 44 reti nei campionati della Football League, la maggior parte delle quali (159, e tutte le 44 reti) in prima divisione.

## Palmarès

### Club

#### Competizioni nazionali
- Campionato inglese: 2

Wolverhampton: 1957-1958, First Division 1958-1959
- Coppa d'Inghilterra: 1

Wolverhampton: 1959-1960
- FA Charity Shield: 2

Wolverhampton: 1959, 1960

#### Competizioni regionali
- Eastern Floodlight Cup: 1

Chelmsford City: 1966-1967